# IC 4173
IC 4173 ist eine elliptische Galaxie vom Hubble-Typ E im Sternbild der Jungfrau, die etwa 138 Mio. Lichtjahre von der Milchstraße entfernt ist.
IC 4173 bildet zusammen mit dem NGC-Objekt NGC 4933 eine durch Gravitation verbundene Doppelgalaxie (Arp 176) mit sichtbaren Auswirkungen auf beide Galaxien; beide Objekte werden auch (austauschbar) NGC 4933 A und NGC 4933 B genannt. Eine gravitationelle Verbindung mit einer dritten Galaxie, PGC 45143 (gelegentlich auch NGC 4933 C genannt), konnte bisher nicht einwandfrei bewiesen werden. Halton Arp gliederte seinen Katalog ungewöhnlicher Galaxien nach rein morphologischen Kriterien in Gruppen. Diese Galaxie gehört zu der Klasse Galaxien mit schmalen Gegenarmen.
Die Galaxie wurde am 16. April 1895 von Guillaume Bigourdan entdeckt.